# Estación Azucena
Azucena es una estación ferroviaria, ubicada en el Partido de Tandil, en la Provincia de Buenos Aires, Argentina.

## Servicios
Es una estación del ramal perteneciente al Ferrocarril General Roca, desde Gardey hasta Defferrari, por aquí transitan formaciones de cargas de la empresa Ferrosur Roca.
No presta servicios de pasajeros. 